# دافيد زوروتوزا
دافيد زوروتوزا  (بالفرنسية: David Zurutuza)؛ مواليد 19 يوليو 1986 في شارنت ماريتيم، فرنسا، هو لاعب كرة قدم فرنسي يلعب لنادي ريال سوسيداد كلاعب وسط.

## روابط خارجية
- دافيد زوروتوزا على موقع قاعدة بيانات كرة القدم.إي يو (الإنجليزية)
- دافيد زوروتوزا على موقع ليكيب (الفرنسية)
- دافيد زوروتوزا على موقع Soccerbase.com (لاعب) (الإنجليزية)
- دافيد زوروتوزا على موقع Soccerway.com (الإنجليزية)
- دافيد زوروتوزا على موقع كووورة
- دافيد زوروتوزا على موقع AS.com (الإسبانية)